# Paí tavyterás
Los paí tavyterás (en su lengua: pãí tavyterá̃s), también conocidos en Paraguay como ka'aguás del norte, ka'yguás, terenobés, teyís, avás, ka'aguás, monteses, païs, paï-cayuäs, painguás o pan y en Brasil como kaiowás, kaiwás, caiwás, cainwás, caiouás, caiovás cayuás, caiuás, kayovás o kaiovás, son un pueblo guaraní que habita principalmente en Paraguay y Brasil y unos pocos también se encuentran entre los mbyás de la provincia de Misiones en Argentina, en donde la denominación cainguás dio lugar al topónimo departamento Cainguás.
El idioma paí tavyterá pertenece a la familia tupí-guaraní, grupo tupina-guaraní, subgrupo guaraní I y contiene los dialectos teüi, tembekuá y kaiwá (o kaiowá).
Se subdividen en tres grandes grupos: yvypytegua, mberyogua y yvypopygua. Los dos primeros en Paraguay sobre la margen derecha del río Aquidabán y el tercero a la izquierda de ese río en territorio de Brasil.

## Los paí tavyterás de Paraguay
El etnónimo paí tavyterá significa habitantes del pueblo de centro del mundo, ya que en su territorio se encuentra el cerro Guazú de la cordillera del Amambay, llamado Jasuka Venda, que es considerado por los guaraníes como el lugar en donde comenzó la creación del mundo.
En Paraguay viven entre los ríos Apa y Jejuí y en el alto río Ypané y el alto Aquidabán. Se agrupan en 39 comunidades en los departamentos de Amambay (principalmente, distritos de Pedro J. Caballero, Bella Vista y Capitán Bado), Concepción (distritos de Concepción, Horqueta e Yby Yaa'ú), San Pedro (distrito de Guayaibi) y Canindeyú (distritos de Ygatymí e Itanará).
El Segundo Censo Nacional Indígena de Paraguay en 2002 resultó en 12 964 paí tavyterás. De acuerdo a los resultados del III Censo Nacional de Población y Viviendas para Pueblos Indígenas de 2012 en Paraguay viven 15 097 paí tavyterás, de los cuales 11 655 en el departamento de Amambay, 1869 en el departamento de Concepción, 1182 en el departamento de Canindeyú, y 391 en el departamento de San Pedro.

## Los kaiowás de Brasil
En Brasil son denominados kaoiwás y habitan principalmente en el estado de Mato Grosso del Sur entre los ríos Iguatemí e Ivinhema hasta el río Paraná y en menor medida en el estado de Paraná. Según estimaciones de la Fundação Nacional do Índio y de la Fundação Nacional de Saúde, existen 31 000 kaiowás viviendo en el Mato Grosso del Sul.
En 1910 el Estado brasileño creó el Serviço de Proteção aos Índios (SPI), que entre 1915 y 1928 estableció 8 reservas con 3600 ha cada una destinadas a los kaiowás y ñandevas del actual Mato Grosso del Sur. Posteriormente esas reservas sufrieron reducciones de sus territorios.

## Historia
Diversas fuentes los señalan como descendientes de los itatineses que eran originarios del territorio desde el río Miranda al río Jejuí y desde el río Paraguay hasta los ríos Brillante e Ivinheima. Desde mediados del siglo XV algunos grupos emigraron hacia las estribaciones orientales de la cordillera de los Andes. Los itatines acompañaron en 1524 a Aleixo Garcia en su incursión sobre Imperio incaico y luego participaron de las entradas al Chaco Boreal de Domingo Martínez de Irala, Juan de Ayolas y Ñuflo de Chaves. En 1593 los jesuitas Juan Saloni y Marcial de Lorenzana evangelizaron la región de Itatín antes de continuar viaje hacia el Guayrá. en 1632 los jesuitas comenzaron a fundar reducciones entre los itatines hasta que fueron arrasadas en 1648 por los bandeirantes luso-brasileños. Tras la expulsión de los jesuitas en 1768 los itatines se mantuvieron al margen del sistema colonial español y regresaron a las selvas dando lugar a los llamados caaguá, esto es monteses o selváticos.